# Jean-François Champollion
Jean-François Champollion detto Champollion il Giovane (Figeac, 23 dicembre 1790 – Parigi, 4 marzo 1832) è stato un archeologo ed egittologo francese.
È considerato il padre dell'egittologia, avendo per primo decifrato i geroglifici nel 1822. Champollion sostenne che la scrittura egizia fosse una combinazione di fonetica, ideogrammi e pittogrammi.

## Biografia
Nacque a Figeac, nel dipartimento di Lot in Francia, nel pieno della Rivoluzione francese (la repubblica venne proclamata il 22 settembre 1792). Figlio del libraio Jaques Champollion (1744-1821) e di Jeanne-Françoise Gualieu (1744-1807), fu l'ultimo di sette fratelli (due dei quali morirono prima che lui nascesse).
Grazie a una memoria fuori dal comune, all'età di cinque anni, riuscì ad associare la scrittura stampata alle parole apprese, imparando così a leggere da solo. Studiò, prima a Figeac e poi a Grenoble, il latino, il greco e l'ebraico; apprese anche l'arabo e l'aramaico grazie all'aiuto del fratello maggiore, Jacques-Joseph (1778-1867), che gli procurava i testi.
A diciassette anni lesse dinanzi all'Accademia di Grenoble la prefazione del suo L'Egitto sotto i faraoni, ove sosteneva che il copto derivasse dall'antica lingua egiziana; ciò gli valse l'elezione all'unanimità come membro dell'Accademia stessa. Continuò i suoi studi fino ad avere una completa conoscenza del copto, tale da permettergli di comporre in questa lingua.
Successivamente si trasferì a Parigi per frequentare dei corsi presso la Scuola speciale delle lingue orientali (École spéciale des langues orientales, fondata nel 1795, oggi Institut national des langues et civilisations orientales). All'età di venti anni, era perfettamente padrone di molte altre lingue, tra cui l'avestico, il sanscrito, il ge'ez, il persiano e il cinese, oltre a qualche dialetto antico. Il 10 luglio del 1809 fu nominato professore di storia a Grenoble e nel 1810 uscirono le sue prime pubblicazioni: sosteneva l'origine comune delle scritture geroglifica, ieratica e demotica, spiegando inoltre che i geroglifici presentavano non solo un carattere simbolico ma anche fonetico. Continuò lo studio della lingua copta, della quale compose le grammatiche dei due principali dialetti e un dizionario. In questo periodo, scrisse al fratello: «Mi dedico interamente al copto. Voglio sapere l'egiziano come il mio francese, poiché sono certo che su questa lingua sarà basato il mio grande lavoro sui papiri egiziani».
Incontrò casualmente Napoleone Bonaparte (suo fratello Jacques ne era un sostenitore) mentre questi passava da Grenoble nella sua ascesa verso Parigi ed ebbe l'occasione di parlare con lui dei propri studi, affascinandolo.
Nel 1818 sposò a Grenoble Rosine Blanc che gli darà, nel 1824, l'unica figlia, Zoraïde.
Lo scienziato britannico Thomas Young fu tra i primi a tentare di decifrare i geroglifici utilizzando principalmente la stele di Rosetta, ma nel 1822 Champollion lo precedette, presentando all'Académie des inscriptions et belles-lettres di Parigi la tavola di corrispondenza tra i segni delle scritture in geroglifico, demotico e greco. Tramite il sistema sperimentato su cartigli, ricopiati da artisti dai monumenti degli antichi faraoni in Egitto, riuscì a dimostrare di saper tradurre i nomi di Ramses e Thutmose.
Nel 1823, insieme all'amico Léon Jean Joseph Dubois, iniziò la pubblicazione del Pantheon egiziano (quindici volumi completati nel 1831).
Nel 1824 presentò il suo Resoconto del sistema geroglifico degli antichi Egizi, aprendo le porte all'egittologia scientifica. Nel libro Champollion riportava l'insieme delle sue ricerche sui nomi degli dei e dei faraoni egizi, esponendo l'organizzazione di insieme della scrittura egizia in segni fonetici e ideografici: i segni fonetici sono i venticinque segni che indicano una consonante (il primo vero alfabeto della storia dell'umanità), a cui si aggiungono i segni per i gruppi di due o tre consonanti; i segni ideografici invece designano direttamente l'oggetto o sono determinativi per distinguere parole formate dalle stesse consonanti, ma di diverso significato. In questo periodo ottenne il patrocinio del re per dirigersi in Italia al fine di esaminare varie collezioni museali come quelle di Torino, Livorno, Firenze, Napoli e Roma (dove visitò la Biblioteca Apostolica Vaticana).
Dopo il suo ritorno dagli studi all'estero, nel 1826 fu nominato direttore della sezione egiziana del Museo del Louvre. ove si occupò della classificazione degli oggetti portati in Francia a seguito della spedizione di Napoleone in Egitto.
Tra il 1828 e il 1830 coronò il suo sogno partecipando a una missione scientifica franco-italiana in Egitto, insieme a Ippolito Rosellini. Da questa missione riportò un'enorme messe di note, traduzioni, testi e altro materiale. Alla spedizione partecipò anche l'esploratore mantovano Giuseppe Acerbi, col quale Champollion restò in contatto epistolare. Al ritorno, venne eletto membro dell'Accademia delle iscrizioni e delle belle lettere e ottenne la cattedra di Antichità egiziane al Collegio di Francia (Collège de France).
Morì a Parigi il 4 marzo 1832, a soli 41 anni in seguito a un ictus. Fu seppellito nel Cimitero di Père-Lachaise.
In onore di Champollion è stato assegnato il suo nome a un cratere lunare e alcune scuole a Grenoble, Figeac, Digione, Lattes e Albi. Il 19 dicembre 1986 è stato inaugurato a Figeac il Museo Champollion, che, oltre alla vita e alle opere dell'egittologo, permette di ripercorrere la storia della scrittura.

## Opere
- Lettre à M. Dacier (Lettera al signor Dacier), 1822
- Précis du système hiéroglyphique des anciens Égyptiens (Resoconto del sistema geroglifico degli antichi Egiziani), 1824
- Lettres à M. le Duc de Blacas d'Aulps (Lettere al signor Duca di Blacas d'Aulps), 1826
- Notice descriptive des monuments égyptiens du Musée Charles X (Notizia descrittiva dei monumenti egiziani del Museo Carlo X), 1827
- Précis du système hiéroglyphique des anciens Égyptiens ou Recherches sur les élémens premiers de cette écriture sacrée, sur leurs diverses combinaisons, et sur les rapports de ce système avec les autres méthodes graphiques égyptiennes (Resoconto del sistema geroglifico degli antichi Egizi o Ricerche sugli elementi primari di questa scrittura sacra, sulle loro diverse combinazioni, e sul rapporto di questo sistema con gli altri metodi grafici egiziani), 1828
- Grammaire égyptienne (Grammatica egiziana), 1836, postumo
- Dictionnaire égyptien en écriture hiéroglyphique (Dizionario egiziano in scrittura geroglifica), 1841, postumo